# Raptolaophonte ardua
Raptolaophonte ardua is een eenoogkreeftjessoort uit de familie van de Laophontidae. De wetenschappelijke naam van de soort is voor het eerst geldig gepubliceerd in 1989 door Cottarelli & Forniz.